# ネーデルライン川
ネーデルライン川（ネーデルラインがわ、蘭：Nederrijn）は、オランダを流れる川で、ライン川がライン・マース・スヘルデ三角州に流れ込んで分岐した川の一つである。
アーネムの南でパネルデン運河がアイセル川とネーデルライン川に分岐し、ネーデルライン川はそこからクロメ・ライン川とレク川に分岐する地点までの川のことをいう。
ネーデルライン川本流の経路
ライン川 > パネルデン運河 > ネーデルライン川 > レク川 > ニューウェ・マース川 > スホール川 > ニューウェ・ワーテルウェフ > 北海

## 関連項目

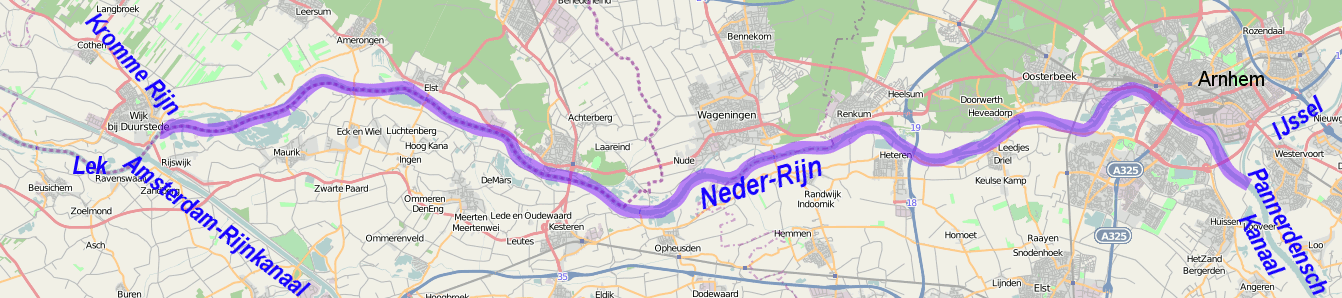
位置図

## 流域の自治体・都市
オランダ
ヘルダーラント州：アーネム
ユトレヒト州